# Рэмзи, Эрон (футболист, 2003)
Эрон Джеймс Рэмзи (англ. Aaron James Ramsey; родился 21 января 2003) — английский футболист, полузащитник клуба «Бернли».

## Клубная карьера
Воспитанник футбольной академии бирмингемского клуба «Астон Вилла», за которую выступал вместе с братом Джейкобом. В марте 2021 года подписал свой первый профессиональный контракт. В мае 2021 года выиграл Молодёжный кубок Англии, обыграв в финале «Ливерпуль». 24 августа 2021 года дебютировал в основном составе «Виллы» в матче Кубка Английской футбольной лиги против «Барроу».
В январе 2022 года отправился в аренду в клуб Лиги 1 «Челтнем Таун» до окончания сезона.
5 августа 2022 года отправился в сезонную аренду в «Норвич Сити», выступающий в Чемпионшипе. 3 января 2023 года досрочно вернулся в «Астон Виллу», а 31 января вновь отправился в аренду в другой клуб Чемпионшипа «Мидлсбро».
22 августа 2023 года Эрон Рэмзи подписал контракт с клубом «Бернли».

## Карьера в сборной
Выступал за сборные Англии до 16, до 17, до 18, до 19 и до 20 лет.
В июне 2022 года был включен в заявку сборной на чемпионат Европы до 19 лет.

## Личная жизнь
Родился и живёт в районе Грейт-Барр в Бирмингеме. Его старший брат Джейкоб и младший брат Коул также являются воспитанниками академии «Астон Виллы».

## Достижения
«Астон Вилла»
- Обладатель молодёжного кубка Англии: 2020/21

Сборная Англии (до 19 лет)
- Победитель чемпионата Европы (до 19 лет): 2022